# Годлевская-Богуцкая, Янина
Янина Годлевская-Богуцкая (до замужества — Годлевская) (пол. Janina Godlewska-Bogucka; 8 марта 1908, Варшава, Царство Польское, Российская империя — 19 июля 1992, Варшава, Польша) — польская певица и актриса
.

## Биография
Родилась в Варшаве 8 марта 1908 года.
Жена актёра и певца Анджея Богуцкого. Играла в театрах Варшавы и Лодзи, также оперетты, ревю и кабаре. Выступала в пьесах Бомарше, Ю. Словацкого, В. Богуславского, Э. Лабиша, Дж. Шоу и др. Записывалась на грампластинки.
В 1931—1932 годы выступала в кабаре Banda, в 1933—1935 — в театре Ateneum, в 1936—1937 — в театре 13 Rzędów.
Во время Второй мировой войны вместе с мужем помогала евреям и укрывала их от преследований нацистов, в частности спасла пианиста и композитора Владислава Шпильмана За это в 1978 году израильским Институтом Катастрофы и героизма «Яд ва-Шем» ей и мужу было присвоено почётное звание праведника мира.
После войны играла в Teatr Wojska Polskiego в Лодзи, в Teatr Nowy и Teatr Młodej Warszawy в Варшаве.
Умерла в Варшаве 19 июля 1992 года. Похоронена на кладбище Старые Повонзки.

## Память
- По инициативе Владислава Шпильмана в Саду праведников «Яд ва-Шем» было посажено дерево в память о Янине Годлевской-Богуцкой.